# Painkiller Jane
Pour l’article homonyme, voir Painkiller Jane (série télévisée).
Painkiller Jane est un personnage de fiction de Event Comics. Sa véritable identité est Jane Vasko, le personnage a été créé par Jimmy Palmiotti et Joe Quesada en 1995. Painkiller Jane a eu trois mini-séries à son nom de comic books.

## Biographie du personnage
Jane Vasko est une policière. Elle meurt, tuée par des gangsters, puis est ramenée à la vie. Elle possède désormais des pouvoirs de régénération et se fait appeler Painkiller Jane,.

## Crossovers
La série de même titre Painkiller Jane a eu un tel succès que le personnage a participé à plusieurs crossovers avec des personnages d'autres compagnies :
- The Darkness de Top Cow en 1997
- Darkchylde de Image Comics en 1997
- Hellboy de Dark Horse Comics en 1998
- Vampirella de Harris Comics en 1998

### Crossover publications
- Punisher / Painkiller Jane #1 (Marvel Comics)
- Painkiller Jane / Hellboy #1
- Painkiller Jane /Darkchylde #1 (Event Comics)
- Vampirella / Painkiller Jane #1
- Painkiller Jane vs. Darkness #1
- Ash / 22 Brides #1-2
- Painkiller Jane vs. Terminator T-800, vol. 1 (Dynamite Entertainment)

## Apparitions dans d'autres médias
- Painkiller Jane (en), téléfilm de Sanford Bookstaver avec Emmanuelle Vaugier (2005)[4]
- Painkiller Jane, série de 22 épisodes avec Kristanna Loken (2007)[4]